# Grand Junction, Colorado
Grand Junction är en stad (city) i Mesa County i delstaten Colorado, USA. Grand Junction är administrativ huvudort (county seat) i Mesa County.